# Elsebeth Egholm
Œuvres principales
- United Victims : parents proches

Elsebeth Egholm, née le 17 septembre 1960 à Nyborg, est une romancière et journaliste danoise, auteur de plusieurs romans policiers.

## Biographie
Elle étudie la musique, et plus précisément le piano, à Aarhus, avant d'entrer à la Danish School of Journalism. Elle fait carrière comme reporter, puis se lance dans l'écriture à la fin des années 1990.
Plusieurs de ses romans mettent en scène la journaliste Dicte Svendsen qui se trouve mêlée à des affaires criminelles ou qui, par ses initiatives, gêne le travail des enquêteurs de la police danoise. Le personnage de Dicte a donné lieu à la populaire série télévisée danoise Dicte, où l'héroïne est incarnée par la comédienne Iben Hjejle. 
Peter Boutrup, le fils délaissé de Dicte Svendsen, sa mère journaliste, est le héros de deux romans.
Elsebeth Egholm est parmi les auteurs les plus populaires du Danemark et ses romans sont traduits en allemand, suédois et norvégien. United Victims : parents proches (Nærmeste pårørende, 2006) est le premier titre de la série mettant en scène Dicte Svendsen à avoir été traduit en français.  

## Œuvre

### Romans

#### SérieDicte Svendsen
- Skjulte fejl og mangler (2002)
- Selvrisiko (2004)
- Personskade (2005)
- Nærmeste pårørende (2006) Publié en français sous le titre United Victims : parents proches, Paris, Éditions Le Cherche midi, coll. « NéO », 2010  (ISBN 978-2-7491-1591-7) ; réédition, Paris, 10/18, coll. « Domaine policier » no 4515, 2012  (ISBN 978-2-264-05447-0)
- Liv og legeme (2008) Publié en français sous le titre Organes vitaux, Paris, Éditions Le Cherche midi, coll. « NéO », 2012  (ISBN 978-2-7491-2010-2) ; réédition, Paris, 10/18, coll. « Domaine policier » no 4862, 2014  (ISBN 978-2-264-05448-7)
- Vold og magt (2009) Publié en français sous le titre De gré ou de force, Paris, Éditions Le Cherche midi, coll. « NéO », 2014  (ISBN 978-2-7491-3495-6) ; réédition, Paris, 10/18, coll. « Domaine policier » no 4972, 2015  (ISBN 978-2-264-06374-8)
- Eget Ansvar (2013)
- Kød og blod (2014)
- Dødvægt (2015)

#### SériePeter Boutrup
- Tre hundes nat (2011)
- De dødes sjæles nat (2012)

#### Autres romans
- De frie kvinders klub (1999)
- Sirocco (2000)
- Opium (2001)